# Phaonia impura
Phaonia impura este o specie de muște din genul Phaonia, familia Muscidae, descrisă de Zinovjev în anul 1987. Conform Catalogue of Life specia Phaonia impura nu are subspecii cunoscute.